# GW-приближение
GW-приближение или приближение GW или GW-метод (англ. GW approximation (GWA)) — это приближение, сделанное для расчёта собственно-энергетической части системы многих частиц (электронов). Приближение состоит в том, что разложение собственно-энергетической части Σ через одночастичную функцию Грина G и экранированное кулоновское взаимодействие W (в единицах {\displaystyle \hbar =1})
{\displaystyle \Sigma =iGW-GWGWG+\cdots }
можно оборвать после первого слагаемого:
{\displaystyle \Sigma \approx iGW}
Другими словами, собственно-энергетическая часть разлагается в формальный ряд Тейлора по степеням экранированного взаимодействия W, а член самого низкого порядка сохраняется в разложении в GWA.

## Теория
Приведенные выше формулы имеют схематический характер и показывают общую идею приближения. Точнее, если пометить координату электрона его положением, спином и временем и объединить все три в составной индекс (числа 1, 2 и т. д.), получится
{\displaystyle \Sigma (1,2)=iG(1,2)W(1^{+},2)-\int d3\int d4\,G(1,3)G(3,4)G(4,2)W(1,4)W(3,2)+...}
где верхний индекс «+» означает, что временной индекс сдвинут вперед на бесконечно малую величину. GW-приближение тогда соответствует
{\displaystyle \Sigma (1,2)\approx iG(1,2)W(1^{+},2)}
Если заменить W на голое кулоновское взаимодействие (то есть обычное 1/r-взаимодействие), получится стандартный пертурбативный ряд для собственно-энергетической части, который можно найти в большинстве учебников, которые рассматривают многочастичные задачи. GWA с заменой W на голый кулоновский потенциал соответствует обменному потенциалу Хартри — Фока (собственно-энергетической части).
В твердотельной системе ряд для собственно-энергетической части в терминах W должен сходиться намного быстрее, чем традиционный ряд для голого кулоновского взаимодействия. Это связано с тем, что экранирование среды снижает эффективную силу кулоновского взаимодействия: например, если поместить электрон в какое-то место в материале и спросить, каков потенциал он создаёт в каком-то другом месте в материале, значение окажется меньше, чем даётся голым кулоновским взаимодействием (обратное расстояние между точками), потому что другие электроны в среде поляризуются (перемещают или искажают свои электронные состояния), чтобы экранировать электрическое поле. Следовательно, W — это меньшая величина, чем голое кулоновское взаимодействие, так что ряд по W должен иметь более быструю сходимость.
Чтобы увидеть более быструю сходимость, можно рассмотреть простейший пример с однородным или однородным электронным газом, который характеризуется электронной плотностью или, что эквивалентно, средним межэлектронным расстоянием или радиусом Вигнера — Зейтца. {\displaystyle r_{s}}. Для оценки нужно выполнить следующие шаги:
- Кинетическая энергия электрона масштабируется как {\displaystyle 1/r_{s}^{2}}
- Среднее электрон-электронное отталкивание от голого (неэкранированного) кулоновского взаимодействия масштабируется как {\displaystyle 1/r_{s}} (просто инверсия типичного расстояния)
- Диэлектрическая проницаемость электронного газа в простейшей модели экранирования Томаса — Ферми для волнового вектора {\displaystyle q} задаётся как

{\displaystyle \epsilon (q)=1+\lambda ^{2}/q^{2}}
где {\displaystyle \lambda } это экранирующее волновое число, которое масштабируется как {\displaystyle r_{s}^{-1/2}}
- Типичные волновые векторы {\displaystyle q} масштабируются как {\displaystyle 1/r_{s}} (снова типичное обратное расстояние)
- Следовательно, типичное значение экранировки {\displaystyle \epsilon \sim 1+r_{s}}
- Экранированное кулоновское взаимодействие равно {\displaystyle W(q)=V(q)/\epsilon (q)}

Таким образом, для чистого кулоновского взаимодействия отношение кулоновской энергии к кинетической имеет порядок {\displaystyle r_{s}}, что для типичного металла принимает значения 2-5 и совсем не мало: другими словами, голое кулоновское взаимодействие довольно сильно и приводит к плохому пертурбативному разложению. С другой стороны, соотношение типичного {\displaystyle W} кинетической энергии сильно снижается за счет экранирования и имеет порядок {\displaystyle r_{s}/(1+r_{s})} который ведет себя хорошо и оказывается меньше единицы даже для больших {\displaystyle r_{s}} : экранированное взаимодействие намного слабее и с большей вероятностью даст быстро сходящийся пертурбативный ряд.

## Рекомендации
1. ↑  Hedin, Lars (1965). New Method for Calculating the One-Particle Green's Function with Application to the Electron-Gas Problem. Phys. Rev. 139 (3A): A796 – A823. Bibcode:1965PhRv..139..796H. doi:10.1103/PhysRev.139.A796.
2. ↑  Aulbur, Wilfried G. Quasiparticle Calculations in Solids / Wilfried G. Aulbur, Lars Jönsson, John W. Wilkins. — 2000. — Vol. 54. — P. 1–218. — ISBN 9780126077544. — doi:10.1016/S0081-1947(08)60248-9.
3. ↑  Aryasetiawan, F (1998). The GW method. Reports on Progress in Physics. 61 (3): 237–312. arXiv:cond-mat/9712013. Bibcode:1998RPPh...61..237A. doi:10.1088/0034-4885/61/3/002. ISSN 0034-4885.

## Дальнейшее чтение
- Электронная корреляция в твердом теле, Норман Х. Марч (редактор), World Scientific Publishing Company
- Aryasetiawan, Ferdi. Correlation effects in solids from first principles (PDF). {{cite journal}}: Cite journal требует |journal= (справка)